# Los Laureles, Hidalgotitlán
Los Laureles är en ort i Mexiko.   Den ligger i kommunen Hidalgotitlán och delstaten Veracruz, i den sydöstra delen av landet, 500 km öster om huvudstaden Mexico City. Los Laureles ligger 21 meter över havet och antalet invånare är 165.
Terrängen runt Los Laureles är platt. Runt Los Laureles är det ganska glesbefolkat, med 29 invånare per kvadratkilometer. Närmaste större samhälle är Licenciado Gabriel Ramos Millán, 11,7 km nordväst om Los Laureles. Omgivningarna runt Los Laureles är en mosaik av jordbruksmark och naturlig växtlighet.